# Bordeaux–Paris

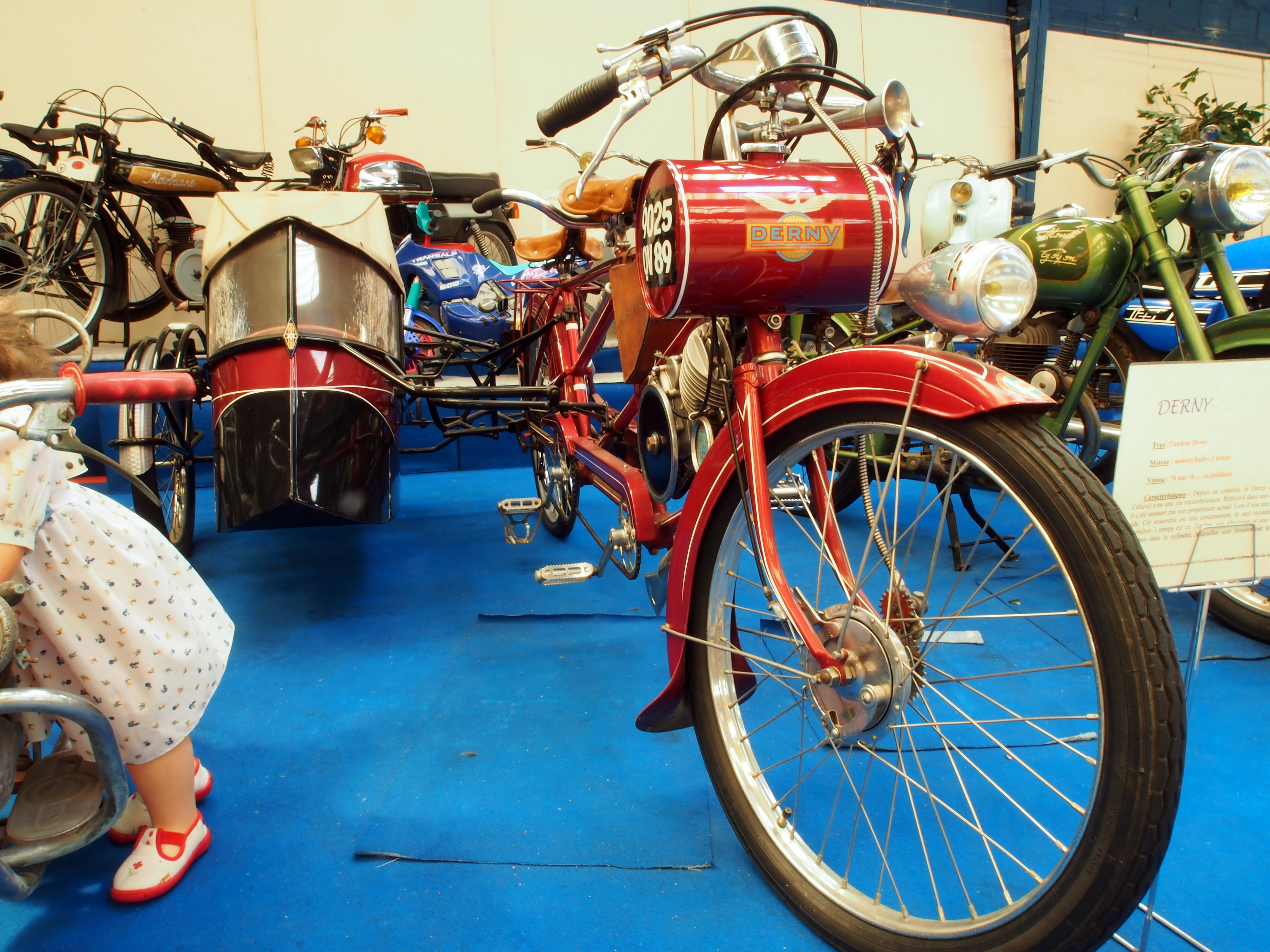
En Derny av tandemmodell från 1951.

Bordeaux–Paris var ett professionellt endagslopp i landsvägscykling med start i Bordeaux och mål i Paris. Det var med sina cirka 560 km ett av de längsta endagsloppen i historien. Första upplagan kördes 1891 och den sista 1988. År 2014 kördes ett amatörlopp på sträckan och detsamma gjordes 2022. Loppet kännetecknas av att det var tillåtet att använda farthållare som man slipstreamade bakom - inledningsvis i form av andra cyklar (även tandemcyklar), senare i form av motorcyklar och under en period användes även bilar. Efter andra världskriget stabiliserades reglerna så att först efter man passerat Poitiers (och därmed kommit ungefär halvvägs) tilläts cyklar med en tvåtakts hjälpmotor (så kallade dernys, efter tillverkaren Robert Derny) att användas som farthållare och de tre sista åren som tävlingen hölls tilläts inga farthållare alls.

## Segrare
- 1988 Jean-François Rault
- 1987 Bernard Vallet
- 1986 Gilbert Glaus
- 1985 René Martens
- 1984 Hubert Linard
- 1983 Gilbert Duclos-Lassalle
- 1982 Marcel Tinazzi
- 1981 Herman Vanspringel
- 1980 Herman Vanspringel
- 1979 André Chalmel
- 1978 Herman Vanspringel
- 1977 Herman Vanspringel
- 1976 Walter Godefroot
- 1975 Herman Vanspringel
- 1974 Herman Vanspringel / Régis Delépine
- 1973 Enzo Mattioda
- 1971–1972 ej arrangerat
- 1970 Herman Vanspringel
- 1969 Walter Godefroot
- 1968 Émile Bodart
- 1967 Georges Van Coningsloo
- 1966 Jan Janssen
- 1965 Jacques Anquetil
- 1964 Michel Nédélec
- 1963 Tom Simpson
- 1962 Jo de Roo
- 1961 Wim van Est
- 1960 Marcel Janssens
- 1959 Louison Bobet
- 1958 Jean-Marie Cieleska
- 1957 Bernard Gauthier
- 1956 Bernard Gauthier
- 1955 ej arrangerat
- 1954 Bernard Gauthier
- 1953 Ferdy Kübler
- 1952 Wim van Est
- 1951 Bernard Gauthier
- 1950 Wim van Est
- 1949 Jacques Moujica
- 1948 Ange Le Strat
- 1947 Joseph Somers
- 1946 Émile Masson jr.
- 1940–1945 ej arrangerat
- 1939 Marcel Laurent
- 1938 Marcel Laurent
- 1937 Joseph Somers
- 1936 Paul Chocque
- 1935 Edgard De Caluwé
- 1934 Jean Noret
- 1933 Fernand Mithouard
- 1932 Romain Gijssels
- 1931 Bernard Van Rysselberghe
- 1930 Georges Ronsse
- 1929 Georges Ronsse
- 1928 Hector Martin
- 1927 Georges Ronsse
- 1926 Adelin Benoit
- 1925 Heiri Suter
- 1924 Francis Pélissier
- 1923 Émile Masson
- 1922 Francis Pélissier
- 1921 Eugène Christophe
- 1920 Eugène Christophe
- 1919 Henri Pélissier
- 1915–1918 ej arrangerat
- 1914 Paul Deman
- 1913 Louis Mottiat
- 1912 Émile Georget
- 1911 François Faber
- 1910 Émile Georget
- 1909 Cyrille Van Hauwaert
- 1908 Louis Trousselier
- 1907 Cyrille Van Hauwaert
- 1906 Marcel Cadolle
- 1905 Hippolyte Aucouturier
- 1904 Fernand Augereau
- 1903 Hippolyte Aucouturier
- 1902 Maurice Garin
- 1902 Édouard Wattelier
- 1901 Lucien Lesna
- 1900 Josef Fischer
- 1899 Constant Huret
- 1898 Gaston Rivierre
- 1897 Gaston Rivierre
- 1896 Arthur Linton / Gaston Rivierre
- 1895 Charles Meyer
- 1894 Lucien Lesna
- 1893 Louis Cottereau
- 1892 Auguste Stéphane
- 1891 George Pilkington Mills